# شورش عشایری ۱۳۰۹-۱۳۰۷ فارس
شورش عشایری ۱۳۰۹–۱۳۰۷ فارس یکی از مهم‌ترین مقاومت‌های عشایر منطقه فارس علیه حکومت رضاشاه پهلوی بود. این شورش‌ها عمدتاً توسط عشایر قشقایی، بویراحمدی، ممسنی، ایلات خمسه  ایلات کوهمره سرخی و سایر عشایر و روستاییان جنوب ایران شکل گرفتند و واکنشی به سیاست‌های تمرکزگرایانه و مدرن‌سازی اجباری رضاشاه بود.
با سرکوب این شورش‌ها رفته رفته از نفوذ سران ایل کاسته شد و ساختار عشایری فارس رو به تحلیل رفت. همچنین با پایان آن روند اسکان اجباری عشایر (تخته قاپو) آغاز شد.

## جنگ دورگ مدینه

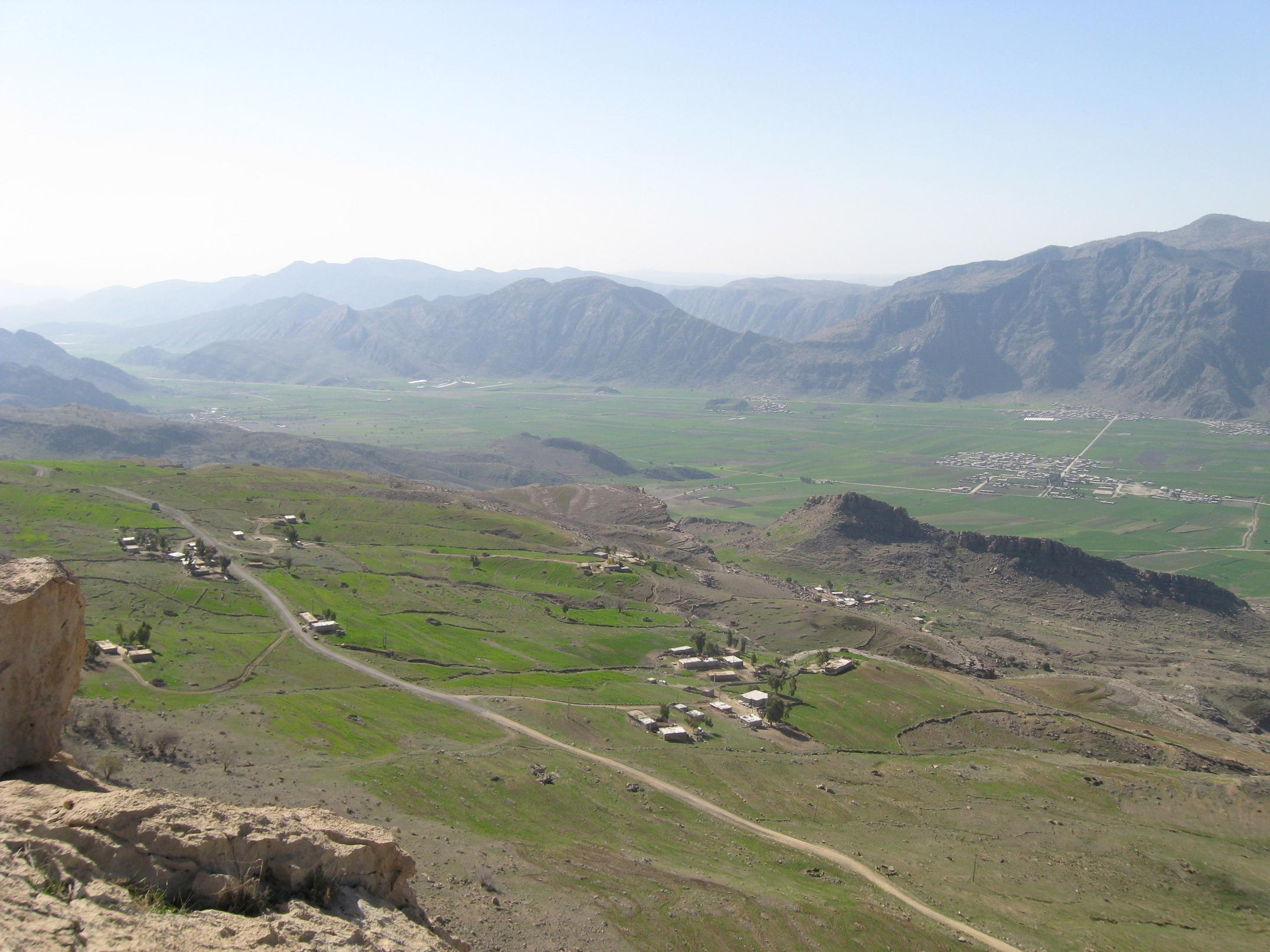
دشت دورگ در شهرستان رستم، محل جنگ دورگ مدینه

در پاییز سال ۱۳۰۷ بین عشایر بویراحمدی و نیروهای دولتی جنگ سختی درگرفت، که سرآغاز برخوردهای خونین فارس محسوب می‌شد. مقامات نظامی با اجبار عده ای از سواران ایل قشقایی را برای سرکوب این شورش همراه بردند. اما این نبرد که به نبرد دورگ مدینه (مدو) مشهور شد، با دلاوری‌های فرمانده بویراحمدی‌ها، کای لهراسب، شکست سنگینی بر نیروهای دولتی وارد آمد. در پی جنگ دورگ مدو، صولت‌الدوله ایلخان قشقایی دو بار در تهران به اتهام تحریک عشایر به شورش و اغتشاش دستگیر شد. برخی از طوایف قشقایی در اعتراض به بازداشت صولت‌الدوله شوریدند و با ناتوانی حکومت در سرکوب آن‌ها، رفته رفته تمام گروه‌ها و طایفه‌های قشقایی و سران بزرگ و کوچک روستاها و بلوکات نیز به آن‌ها پیوستند. سران ایل‌های دیگر نواحی فارس از جمله بویراحمد، ممسنی، خمسه، دشتستانی‌ها، تنگستانی‌ها و دشتی‌ها، و برخی از طایفه‌های کوچک و تعدادی از روستاییان نیز به این مقاومت پیوستند. این برای نخستین بار در تاریخ شناخته شدهٔ فارس بود که گروه‌های گوناگون از لحاظ سیاسی و نظامی متحد شدند.

## شورش عشایری ۱۳۰۸
پس از گسترده شدن شورش، از ملک‌منصور خان، پسر دوم صولت‌الدوله، که همراه با دیگر اعضای خانواده در تهران به تبعید به سر می‌برد، خواسته شد که که به فارس برود و شورشیان را به آرامش دعوت کند. ملک‌منصورخان فوراً در آق چشمه به دیدار سران شورشی قشقایی رفت. اما وی نه تنها اوضاع را آرام نساخت بلکه خود رهبری قیام کنندگان را بر عهده گرفت.
در بهار ۱۳۰۸ جنگجویان ایل قشقایی و نیز ایلات خمسه ـ به جز باصری‌ها که اعلام بی‌طرفی کرده بودند ـ و برخی از بویراحمدی‌ها، در نقاط مختلف فارس، با نظامیان رضاشاه درگیر شدند. این درگیری‌های چند ماهه، ضربات سنگینی بر دولت وارد آورد. در اولین اقدام نظامی، قشقایی‌ها به سرعت بر بخش عمدهٔ جاده‌های شیراز- بوشهر و شیراز- آباده مسلط شدند، پاسگاه‌های ژاندارمری را تسخیر کردند و در ارتفاعات جنوب شیراز موضع گرفتند.
از سویی دیگر در شرق فارس ایل بهارلو به رهبری کاظم خان بهارلو شورید و داراب را تصرف کرد. سپس با پیشروی به سمت فسا با ایل‌های عرب خمسه و اینالو همراه شد. نیروهای دولتی به فرماندهی ابوالحسن خان پورزند در حدود کوشک قاضی ابتدا کاظم خان را شکست دادند ولی با رفتن پورزند به شیراز، کاظم خان به فسا حمله کرد و در اول تیرماه ۱۳۰۸ شهر را تصرف نمود. شیخ ابوالحسن سركوهی نیز با نیروهای تحت فرمان خود نی‌ریز را تصرف كرد. شهر لار نیز به تصرف زادخان از خوانین عشایر نفر شورشی درآمد.
به سبب این اغتشاشات، اکبر میرزا والی فارس و سرلشکر زاهدی فرماندهٔ ژاندارمری فارس به تهران احضار شدند و همراه فیروز میرزا نصرت الدوله وزیر مالیه به دلیل اقدامات خائنانه دربارهٔ شورش فارس دستگیر و زندانی شدند. سپس سرلشکر حبیب‌الله شیبانی به عنوان متصدی امور نظامی-اداری فارس منصوب شد. او مأموریت یافته بود که به اغتشاشات خاتمه دهد. نیروهای او در پل خان مورد شبیخون نیروهای قشقایی قرار گرفت و عده‌ای از سربازان و افسران وی کشته شدند، و مقادیری سلاح و مهمات به غنیمت قشقایی‌ها درآمد. در روزهای بعد طی درگیری شدید در باجگاه و ارتفاعات باباکوهی (شمال شیراز) تلفات زیادی به نیروهای دولتی وارد شد و همچنین یکی از سران طایفه کشکولی و پسرش کشته شدند. نیروهای دیگر قشقایی نیز از جنوب شیراز شبانه به نیروهای سرلشکر شیبانی شبیخون زدند. افراد تحت امر مهدی خان سرخی و نفرات عمله نیز به فرودگاه نظامی شهر حمله کردند و تعدادی از هواپیماها را به آتش کشیدند. در این عملیات بر نظامیان تلفات زیادی وارد شد، از عشایر نیز بین بیست تا سی تن کشته شدند. پس از درگیری‌های شیراز، در اردکان نیروهای بویراحمدی تحت امر کای لهراسب و میرغلام یک ستون نظامی را منهدم کردند.
با تلاش سرلشکر شیبانی ملک‌منصورخان قشقایی برای آرام ساختن اوضاع رسماً به سمت ایلخانی قشقایی منصوب شد. این آخرین به رسمیت شناختن یک ایلخانی قشقایی از سوی دولت به‌شمار می‌آید. بنا بر اصرار سرلشکر شیبانی مهم‌ترین خواستهٔ قشقایی‌ها که بازگشت صولت‌الدوله بود، انجام شد و صولت الدوله از زندان آزاد و به شیراز اعزام گردید. با ورود صولت‌الدوله به فارس به میزان زیادی از تشنجات کاسته شد. کمی بعد قشقایی‌ها که به خواسته خود رسیده بودند، دست از جنگ برداشتند و با اعلام عفو عمومی توسط دولت، شورش در فارس فروکش کرد.
در شرق نیز در شهریور همان سال دولت سرهنگ محمدتقی‌خان عرب شیبانی را به عنوان حاکم خمسه و لارستان برگزید و او با هنگ همراهش،‌ پس از درگیری‌های سنگین فسا را تصرف نموده و پس از نبرد گدار گاوی داراب را نیز آزاد کرد. این هنگ سپس برای سرکوب شورش حکام محلی لارستان و عشایر به لار روانه شد که طی نبرد موسوم به نبرد قلعه گراش شورش آن منطقه را نیز سرکوب کرد.

## جنگ تامرادی
در تابستان ۱۳۰۹ سرلشکر شیبانی پس از آرام ساختن نقاط دیگر فارس، برای سرکوب عشایر بویراحمد و ممسنی نیروهای خود را بسیج کرد و از قشقایی‌ها درخواست نمود تا وی را همراهی کنند. ناصرخان با برخی از سران طایفه‌ها به همراه ۵۰۰ نفر از قشقایی‌ها به شیبانی پیوست. ناصرخان تلاش زیادی کرد تا شیبانی را از این حمله منصرف کند. اما تلاش‌های وی به نتیجه ای نرسید و نیروهای دولتی در تنگ تامرادی محاصره شدند. این جنگ که جنگ تامرادی نام گرفت، با شکست و تلفات سنگینی به نیروهای دولتی به پایان رسید.